# Guglielmo Grataroli
Guglielmo Grataroli o Gratarolo (Bergamo, 16 maggio 1516 – Basilea, 16 aprile 1568) è stato un medico e filosofo italiano.

## Biografia

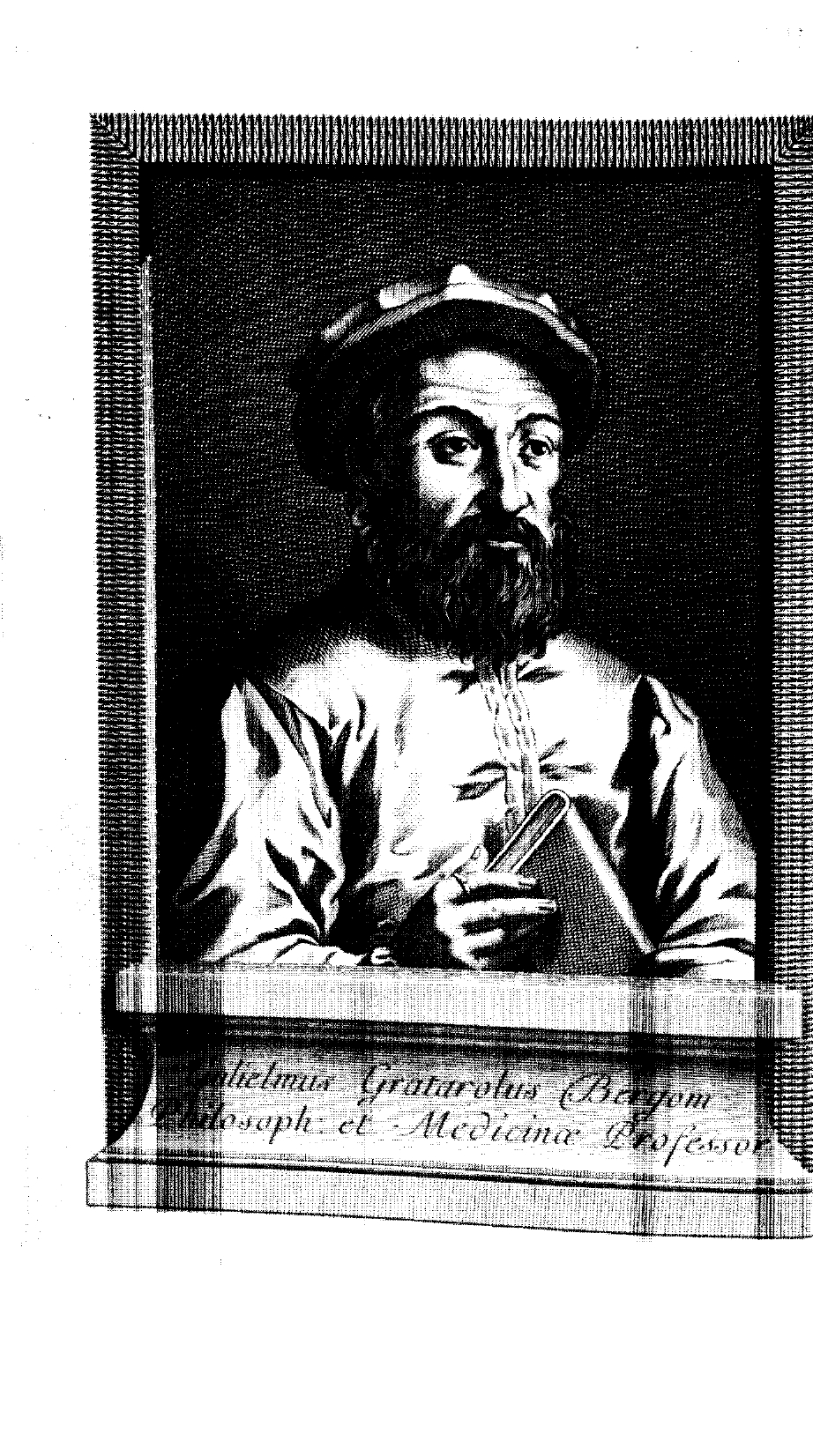
Ritratto di Grataroli dalla biografia di Giovanni Battista Gallicciolli, 1788

Il Grataroli nacque all'inizio del XVI secolo a Bergamo, in una famiglia benestante dedita al commercio di tessuti di lana con la città di Venezia. Questa, originaria del borgo di Oneta, frazione di San Giovanni Bianco in val Brembana, oltre a possedere gran parte della contrada e dei terreni circostanti (tra cui anche l'edificio che attualmente ospita la casa di Arlecchino), annoverava tra i suoi membri una folta schiera di medici (al tempo chiamati "phisici"), tra i quali si segnalarono Simone, fondatore del collegio dei medici di Bergamo, e Pellegrino, medico presso la città orobica, rispettivamente nonno e padre di Guglielmo.
Gli studi del giovane Guglielmo furono quindi indirizzati fin dall'inizio verso l'arte esercitata dal padre, che lo educò e lo indirizzò allo studio della stessa.
Proseguì quindi gli studi a Padova presso la locale facoltà di medicina, dove nel 1536 si laureò e l'anno seguente vi assunse la cattedra.
Nella città veneta, oltre a pubblicare la sua prima opera, una piccola dispensa inerente osservazioni sul mondo della natura, entrò in contatto con studenti e docenti provenienti da ogni parte d'Europa, venendo contagiato dalle dottrine religiose predicate da Lutero e Calvino.
Si dedicò quindi alla professione esercitando prima a Milano e poi a Bergamo dove nel 1539 si iscrisse al locale ordine dei medici.
Dopo aver pubblicamente manifestato le proprie idee in ambito religioso, che stridevano non poco con il pensiero cattolico e che si avvicinavano notevolmente a quelle proprie della Riforma protestante, si dedicò attivamente ad un gruppo eterodosso, del quale prese la guida in seguito all'arresto, con l'accusa di eresia, di don Pietro Pesenti, il precedente reggente.
Anch'egli venne più volte redarguito dalle gerarchie cattoliche e costretto a comparire davanti ai tribunali ecclesiastici di Bergamo e Milano. Questi lo invitarono a ritrattare tutte le sue affermazioni considerate eretiche tanto da costringerlo, il 4 febbraio 1544, ad abiurare. Non rinunciando alle proprie idee, fu nuovamente sottoposto al giudizio dell'autorità canonica nel 1550.
Il degenerare della situazione lo obbligò a fuggire dalla città, riparando a Tirano nel Canton Grigioni, dove dichiarò di non riconoscere l'autorità dell'inquisizione. Qui trovò ospitalità da esponenti della nobiltà locale presso i quali ebbe la possibilità di insegnare e praticare la propria disciplina.
Nel frattempo, il 23 gennaio 1551 il tribunale ecclesiastico di Bergamo lo dichiarò, in contumacia, eretico colpevole di
vietandogli il ritorno nella città orobica, pena la decapitazione ed il rogo, ponendo sulla sua testa una somma pari a cinquecento lire e confiscando tutti i beni suoi e della moglie, nel frattempo rimasta in città.
Il Grataroli cominciò quindi a spostarsi in numerose città d'Europa, tutte poste in ambienti riformati. Si stabilì prima a Strasburgo ed in seguito a Basilea, città nella quale ebbe modo sia di praticare medicina (salvando la vita, tra gli altri, a Girolamo Cardano), che di assumere la cattedra nella locale università, presso l'ingresso della quale ancor oggi è presente un suo busto che ne testimonia l'importanza ricoperta.
Morì in terra elvetica, che nel frattempo era diventata la sua nuova patria, nel 1568.

## Pensiero
Le sue teorie, che gli valsero la fama di medico e scienziato tra i più illustri dell'Europa del XVI secolo, toccavano numerosi punti in ambito medico. Noti sono i suoi trattati sul potenziamento e il mantenimento della memoria, sulle epidemie di peste, sulle proprietà del vino, su erboristeria e veterinaria. Vi sono anche alcuni scritti inerenti all'alchimia, disciplina abbondantemente sviluppata da Paracelso, che insegnò nell'università di Basilea soltanto qualche anno prima del Grataroli.
Si segnalò  nel medesimo ateneo sia per le ricerche che per gli elaborati sulla teoria fisiognomica, in seguito sviluppata, nel corso del XIX secolo da Cesare Lombroso.
Menzionato anche in poesie del conterraneo Padre Donato Calvi, scrisse un totale di 25 opere mediche e filosofiche. Tra le altre si segnalano argomentazioni sulle dottrine del medico greco Galeno di Pergamo e del filosofo ed umanista italiano Pietro Pomponazzi, consigli medici per letterati e magistrati, ma anche indicazioni sia per il mantenimento della salute che per l'utilizzo dei bagni termali, nonché un saggio in cui vengono raccontati i suoi viaggi e forniti consigli ai viaggiatori di quel tempo.

## Opere
- De memoria reparanda, augenda ser-vandaque.
- De salute tuenda.
- De regimine iter argentium, vel aequitum, vel peditum, vel navi, vel curru, seu rheda.
- Turba Philosophorum.
- De literatorum et eorum qui magistratibus funguntur conservanda praeservandaeque valetitudine compendium, Pietro Perna, Basilea, 1555.
- Veræ alchemiæ artisque metallicae, citra aenigmata, doctrina, certusque..., Pietro Perna, Basilea, 1561.
- De fato, libero arbitrio et providentia Dei (in 5 libri) Pietro Perna, Basilea, 1567.
- Alchemiae, quam vocant, artisque metallicae, doctrina, certusque modus,... (in 53 volumi) Pietro Perna, Basilea, 1561.
- De balneis, Bergamo, 1582.